# Bento Ribeiro
Pour les articles homonymes, voir Ribeiro.
Bento Ribeiro est un quartier classe moyenne de la ville brésilienne de Rio de Janeiro. C'est le lieu de naissance du footballeur Ronaldo.